# Casa Memorială „Cezar Petrescu”
Casa Memorială „Cezar Petrescu” este un muzeu județean din Bușteni, amplasat în Str. Tudor Vladimirescu nr. 1. Secție a Muzeului Județean de Istorie și Arheologie Prahova, Muzeul memorial “Cezar Petrescu" din Bușteni s-a deschis la 17 decembrie 1967, în casa în care scriitorul s-a statornicit în anul 1937. Interiorul casei, păstrând neștirbit vechiul stil: mobilier rustic, scoarțe vechi, ceramică românească, statui și tablouri, peste 10 000 de volume de carte, ziare și reviste, dezvăluie la Cezar Petrescu două trăsături majore: prețuirea pentru arta populară și marea-i pasiune pentru carte. La intrarea în muzeu vizitatorul este întâmpinat de semne ale prieteniei lui Cezar Petrescu cu artiștii plastici ai epocii: statuile celor trei martiri Horia, Cloșca și Crișan, dăruite scriitorului de sculptorul Oscar Han, sau tablouri semnate Iser, Jiquidi ori Demian. Sufrageria ilustrează prin obiectele expuse aici, dragostea scriitorului pentru arta populară și bunul gust: mobilier lucrat în stil popular, ceramică din Transilvania, o icoană pe sticlă. Două tablouri semnate Bilțiu- Dăncuș completează acest interior. In biroul de primire, mobilierul a fost comandat special după gustul scriitorului, covorul a fost realizat în cel mai autentic stil oltenesc și perdelele lucrate ornamental pe pânză topită. Biblioteca numără peste 1.700 volume, majoritatea în limba franceză. Etajul al II-lea al casei reprezintă locul unde scriitorul se retrăgea să lucreze. Camera de lucru (biroul de iarnă) păstrează masa de lucru a scriitorului, fotoliul și uneltele zilnice de scris, scrumiera (a fost un fumător pasionat), ibricul și serviciul de cafea. Biroul de vară era reprezentat de veranda, unde pe masa de lucru a rămas un ultim articol, iar alături, pe o măsuță rotundă, veghează și astăzi serviciul de cafea, alături de țigări și medicamente. Cu excepția dormitorului, în toate încăperile de la acest nivel al casei, sunt biblioteci, adăpostind cele 10.000 volume, cât numără biblioteca scriitorului.
Clădirea muzeului este declarată monument istoric, având codul PH-II-m-A-16385. Clădirea a fost construită în 1918 de familia avocaților Elena și Dionisie Hobilescu, care a locuit-o temporar, până în 1937, când a fost cumpărată de Cezar Petrescu, care a locuit aici cu familia în perioada 1937 - 1961. Clădirea a suferit reparații par